# John Keel
John Alva Keel (Nova Iorque, 25 de março de 1930 — Nova Iorque, 3 de julho de 2009) foi um jornalista e escritor, atuante no campo da Ufologia. Seu livro The Mothman Prophecies (1975) foi traduzido para treze idiomas e foi adaptado para o cinema em 2002, com um título homônimo.

## Biografia
Keel publicou sua primeira matéria aos doze anos numa revista voltada a magia e ao ilusionismo. Posteriormente trabalhou como jornalista independente para jornais e rádios locais. Durante a Guerra da Coreia (1950-1953) foi chamado pelo Exército dos Estados Unidos e serviu em Frankfurt, Alemanha, como um membro da American Forces Network. Depois do serviço militar, trabalhou como correspondente internacional em Paris, Berlim, Roma e Egito.
Em 1957 publicou o livro Jadoo, no qual descreveu suas investigações feitas no Egito e Índia sobre magia e fenômenos estranhos, como o "truque da corda indiana" e o lendário ieti.
Em 1966 publicou seu segundo livro, The Fickle Finger of Fate, um conto sobre espiões e super heróis.

## Pesquisas com OVNIS
Influenciado por autores como Charles Fort, começou a interessar-se por Ufologia e fenômenos paranormais. A partir de 1966 realizou uma série de pesquisas sobre tais fenômenos e casuística ufológica; entrevistou centenas de pessoas e publicou suas conclusões na revista Flying Saucer Review.
Em 1967 Keel cunhou o termo "Homens de preto" em um artigo publicado na revista Saga Magazine, intitulado "UFO Agents of Terror".
Em 1970 foi publicado seu terceiro livro, o primeiro com temática ufológica, intitulado UFOs: Operation Trojan Horse. Nessa obra Keel associou elementos sobrenaturais como monstros, fantasmas e demônios ao fenômeno dos UFOS. 
Em 1975 publicou o livro The Mothman Prophecies, resultado de sua investigação relativa ao aparecimento de uma criatura alada que passou a ser chamada de Mothman (Homem Mariposa). Os avistamentos concentraram-se nos arredores de Point Pleasant, Virgínia Ocidental, Estados Unidos, durante 1966 e 1967. Baseado nesse livro, em 2002, foi produzido um filme homônimo e com Richard Gere no papel principal. 
John Keel não se denominava ufólogo e preferia usar o termo "forteano" (homenagem a Charles Fort), o qual não se restringia apenas ao estudo dos fenômenos ufológicos, mas também uma ampla gama de temas paranormais.
John Keel morreu aos 79 anos em 3 de julho de 2009, vítima de insuficiência cardíaca. 

## Livros publicados
- Jadoo (1957)
- The Fickle Finger of Fate (Fawcett, 1966)
- UFOs: Operation Trojan Horse (1970)
- Strange Creatures From Time and Space (1970)
- Our Haunted Planet (1971)
- The Flying Saucer Subculture (1973)
- The Mothman Prophecies (1975)
- The Eighth Tower (1975)
- The Cosmic Question (1978)
- Disneyland of the Gods (1988)
- The Complete Guide to Mysterious Beings (1994) (nova versão de Strange Creatures from Time and Space)